# Willy Messerschmitt

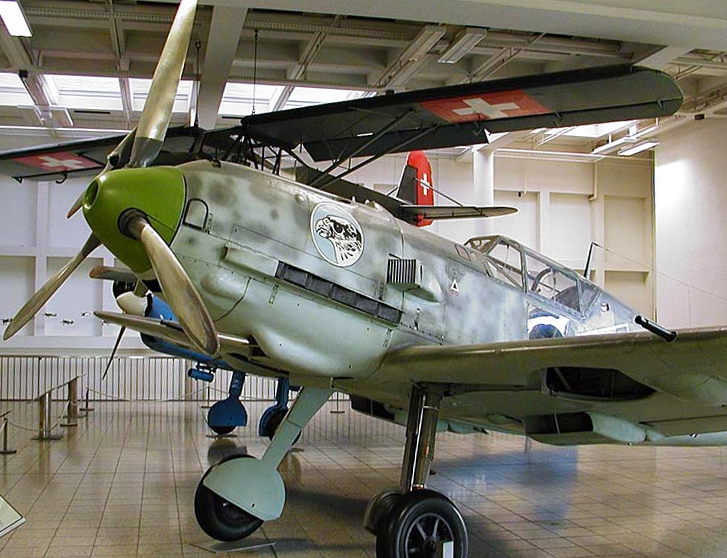
Bf 109 E

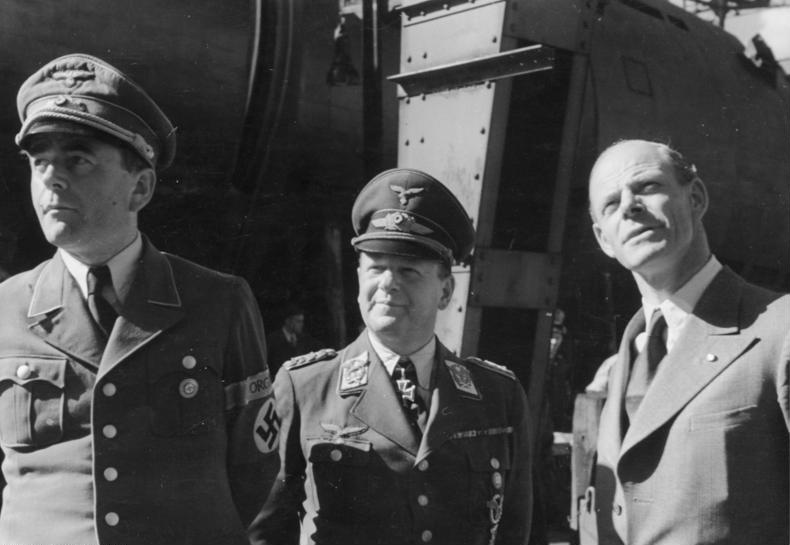
Speer, Milch, és Messerschmitt

Wilhelm Emil „Willy” Messerschmitt (Frankfurt am Main, 1898. június 26. - München, 1978. szeptember 15.) német repülőgép tervezőmérnök, gyáros, repülőklub tulajdonos.

## Élete
1898. június 29-én született a németországi Frankfurt am Main-ban, egy borkereskedő családban. Még gyermekként tanúja volt egy Zeppelin léghajó felszállásának, ami nagy hatást gyakorolt rá, repülőmodelleket kezdett készíteni. A Wright fivérek kísérletei rá is nagy hatással voltak. Mérnök édesapja 1909-ben elvitte a Frankfurti repülőgép kiállításra, mely még jobban a repülés mellett kötelezte el. Barátjával Friedrich Harth-tal számos vitorlázó repülőgépet épített, mellyek egyikével az 1921-ben megépített (S8) Harth vitorlázó repülővel világcsúcsot állított fel. 
1918-ban beiratkozott a Müncheni Műszaki Főiskolára, melynek elvégzése után 1923-ban mérnöki oklevelet szerzett, s még ez évben Bambergben megalapította saját repülőgépgyárát a Messerchmitt Flugzeugbau-t. 1925-ben az általa tervezett M17 repülőgép próbaútján balesetet szenvedett, és kórházba került. 1926-ban megépítette az M18 teljesen fém utasgépét. 1927-ben vállalata egyesült az augsburgi Bajor Repülőgépgyárral (BFW), melynek hamarosan műszaki igazgatója is lett.
1928-ban megtervezte az M20 egymotoros szállítógépet, katonai célokra. A próbarepülés során azonban a pilóta életét vesztette. Ez eset után Messerschmitt nem kapott állami megrendeléseket . Vállalatát, a BFW-t a csődtől a románok M36-os szállítógép-megrendelése mentette meg 1933-ban.
1934-ben megtervezte a Bf 108 könnyű szerkezetű négyüléses túragépet, amelyet Európa körülrepülésére szánt. A Bf 108-al 1935-ben rekordidejű Berlin-Konstantinápoly atat tett meg, mely után a gépet “Taifun”-nak is nevezték. 1938-ban a gép B típusát maga Lindbergh is az eddig repült hasonló kategóriájú gépek közül a legjobbnak állította. 1939-ben az általa megépített Me 209-es gép óránként 755 kilométeres sebességet ért el, ezzel gyorsasági világrekordot állított fel, amelyet azután harminc éven át megőrzött.
Még 1934-ben kifejlesztette a világhírű Me 109 elnevezésű gépét is, amely később a második világháborúban a német légierő, a Luftwaffe standard vadászgépe lett. 
1938-ban Willy Messerschmittet igazgatónak és főkonstruktőrnek nevezték ki, a cég neve pedig Messerschmitt AG lett. 1943-ban megépítette az Alexander Lippisch által kifejlesztett, M 163 nevű 1000 km/óra sebességű rakétahajtású gépet, egy évvel később 1944-ben pedig szériában a Me 262 sugárhajtású vadászgépet. 
A második világháború után a győztes hatalmak üzemeit leszerelték, mivel az 1919. június 28-i versailles-i békeszerződés értelmében Németország nem gyárthatott hadirepülőgépeket, és nem állíthatott fel légierőt. Messerschmittet pedig mint a német háborús gazdálkodás kiemelkedő alakját, bíróság elé akarták állítani, de végül a per azonban elmaradt, 1948-tól ismét dolgozhatott. 
1948 után eleinte augsburgi üzemében gyártotta a saját tervezésű kész lakóházakat, varrógépeket és kisautókat, 1952-től pedig eleinte Spanyolországban, 1955-től azonban újra Németországban már repülőgépeket is gyártott. 
Willy Messerschmitt üzeme 1968-ban egyesült a Bölkow, majd 1969-ben a Hamburger Flugzeugbauval, ezáltal létrejött a Messerschmitt-Bölkow-Blohm GmbH, melynek ő lett az elnöke.
1978. szeptember 15-én, Münchenben érte a halál.